# Meioneta resima
Meioneta resima är en spindelart som först beskrevs av Ludwig Carl Christian Koch 1881.  Meioneta resima ingår i släktet Meioneta och familjen täckvävarspindlar. Inga underarter finns listade i Catalogue of Life.